# Sauerland Open 2024
Il Sauerland Open 2024 è stato un torneo maschile di tennis professionistico. È stata la 4ª edizione del torneo, facente parte della categoria Challenger 100 nell'ambito dell'ATP Challenger Tour 2024, con un montepremi di 121 000 €. Si è giocato dal 29 luglio al 4 agosto 2024 sui campi in terra rossa del Lüdenscheider Tennis-Verein von 1899 di Lüdenscheid, in Germania.

## Partecipanti

### Teste di serie
| Nazionalità | Giocatore               | Ranking* | Testa di serie |
| ----------- | ----------------------- | -------- | -------------- |
| Paesi Bassi | Botic van de Zandschulp | 85       | 1              |
| Argentina   | Marco Trungelliti       | 136      | 2              |
| Argentina   | Román Andrés Burruchaga | 148      | 3              |
| Francia     | Titouan Droguet         | 152      | 4              |
| Spagna      | Oriol Roca Batalla      | 158      | 5              |
| Austria     | Jurij Rodionov          | 176      | 6              |
| Germania    | Henri Squire            | 184      | 7              |
| Polonia     | Kamil Majchrzak         | 190      | 8              |

* Ranking al 22 luglio 2024.

### Altri partecipanti
I seguenti giocatori hanno ricevuto una wild card per il tabellone principale:
- Diego Dedura-Palomero
- Justin Engel
- Max Schönhaus

I seguenti giocatori sono entrati in tabellone come alternate:
- Gerard Campana Lee
- Raphaël Collignon

I seguenti giocatori sono passati dalle qualificazioni:
- Mirza Bašić
- Marko Topo
- Nicolas Zanellato
- Max Alcalá Gurri
- Marlon Vankan
- Olaf Pieczkowski

## Punti e montepremi
| Torneo    | Torneo              | V      | F     | SF    | QF    | 2T    | 1T    | Q | Q2  | Q1  |
| Singolare | Punti               | 100    | 50    | 25    | 14    | 7     | 0     | 4 | 2   | 0   |
| Singolare | Premi in denaro (€) | 16 020 | 9 415 | 5 555 | 3 240 | 1 900 | 1 160 | – | 580 | 290 |
| Doppio    | Punti               | 100    | 50    | 25    | 14    | –     | 0     | – | –   | –   |
| Doppio    | Premi in denaro (€) | 6 845  | 4 050 | 2 400 | 1 420 | –     | 800   | – | –   | –   |

## Campioni

### Singolare
Raphaël Collignon ha sconfitto in finale  Botic van de Zandschulp con il punteggio di 3–6, 6–4, 6–3.

### Doppio
David Pel /  Bart Stevens hanno sconfitto in finale  Matwé Middelkoop /  Denys Molčanov con il punteggio di 6–4, 2–6, [10–8].